# 工程用水泥基复合材料
工程用水泥基复合材料（ECC），也被称作“可弯曲的混凝土”，是一种由特别筛选的短纤维（通常是合成纤维，即聚合物纤维）随机分布于便于模板成型的砂浆制成的加强复合材料 。 与普通混凝土不同，ECC可以达到3-7%的应变值，相比而言，普通波特兰水泥（或普通硅酸盐水泥，即OPC）只有0.1%。因此ECC表现得更像可延展的金属材料而不是的如玻璃一样的脆性材料（普通混凝土就呈现脆性特征）， 故而拥有广泛的应用范围。

## 发展
不同于普通的纤维加强混凝土，工程用水泥基复合材料（ECC）是一种由微观力学（微观弹性力学系统）设计而得的材料 。只有当水泥基材料是基于微观力学和断裂力学理论设计成型，从而具有高弹性延展性的特征，才能称之为ECC。 因此ECC不是一种固定的材料设计方法，而是在不同的研究、发展和应用阶段都具有广泛意义的主题。目前，ECC材料的种类正在逐步增加。ECC的设计方法尽管是单门别类，但是它的发展需要结合统一纳米级、微观级、宏观级尺度的材料研究，同时让这些在不同尺度上的材料系统有序地组合工作。
ECC看起来很像以普通硅酸盐水泥为基底的混凝土，然而ECC可以在应变中产生大的变形（或是弯曲） 。主导ECC的学科发展的研究机构有：密歇根大学， 休士頓大學， 代尔夫特理工大学， 东京大学， 布拉格捷克理工大学，和史丹佛大學。传统的混凝土缺乏延展性，在高应变（弯曲变形）下很容易破坏，表现出脆性破坏的特征，正是这个不足促成了ECC 的发展。

## 材料特性
ECC有许多独特的特性，包括：受拉性能优于其它纤维加强复合材料，和普通混泥土一样易于浇筑成型，纤维用量很少 （约占总体积的2%），裂缝小，以及没有各向异性的平面特征。这些特性很大程度上得益于纤维和水泥基底经过微观力学“量体裁衣”式设计后的相互作用。特别是，这些纤维只允许出现许多特定宽度的微裂缝，而不是和普通混凝土一样的少数几条大裂缝，这就使得ECC能够产生大变形而不会破碎性失效。
| ECC 材料特性                                     | 数值    |
| ------------------------------------------------ | ------- |
| 极限拉应力 ({\displaystyle \sigma _{cu}})        | 4.6 MPa |
| 极限应变 ({\displaystyle \varepsilon _{cu}})     | 5.6 %   |
| 初始裂缝应力 ({\displaystyle \sigma _{fc}})      | 2.5 MPa |
| 初始裂缝应变 ({\displaystyle \varepsilon _{fc}}) | 0.021 % |
| 弹性模量 ({\displaystyle E})                     | 22 GPa  |

## 与其它复合材料的比较
| 性质     | FRC                                                                                 | 普通HPFRCC                                                           | ECC                                                                     |
| -------- | ----------------------------------------------------------------------------------- | -------------------------------------------------------------------- | ----------------------------------------------------------------------- |
| 设计方法 | 无                                                                                  | 高纤维用量                                                           | 基于微观力学设计，减少纤维体积率（Volume fraction），减少造价、方便加工 |
| 纤维     | 任何类型，其体积率通常小于2%； 若使用钢纤维直径（df）在500{\displaystyle \mu m}左右 | 大部分使用钢纤维，体积率通常大于5%；直径150{\displaystyle \mu m}左右 | 特制的聚合物纤维，体积率通常小于2%；直径小于50{\displaystyle \mu m}     |
| 混合物   | 粗骨料                                                                              | 细骨料                                                               | 控制混合物的粗糙度和缺陷尺寸；细沙                                      |
| 界面     | 不控制                                                                              | 不控制                                                               | 控制化学和摩擦粘结来联系材料间性能                                      |
| 力学性能 | 应变软化                                                                            | 应变硬化                                                             | 应变硬化                                                                |
| 拉应变   | 0.1%                                                                                | <1.5%                                                                | >3% （通常）； 8% 最大                                                  |
| 裂缝宽度 | 无法预估                                                                            | 通常数百微米，超过1.5%应变后无法估计                                 | 在应变硬化阶段小于100微米                                               |

注释：FRC=纤维加强水泥  HPFRCC=高性能纤维加强水泥基复合材料